# Pá

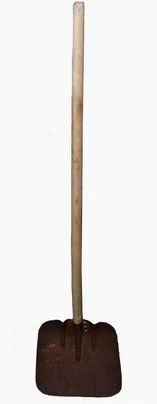
Pá com lâmina, feita para cavar

A pá é um alvião. Existem diversos tipos de pás, sendo a mais tradicional delas utilizada para cavar. Outra também muito comum é a pá de lixo, que serve para juntar resíduos a fim de depois jogar em uma lata ou saco de lixo. A pá é muito utilizada em escavações e até para construções de grandes obras. Hoje, além do avanço da mecânica que nos traz máquinas cada vez mais fortes, a pá ainda é um instrumento muito usado no caso de soterramento de pessoas, para assim evitar que algum sobrevivente seja morto, não pelo soterramento, mas sim pela máquina.